# دیوید کرین (تهیه‌کننده)
 دیوید کرین (انگلیسی: David Crane؛ زادهٔ ۱۳ اوت ۱۹۵۷) یک فیلم‌نامه‌نویس اهل ایالات متحده آمریکا است.